# Gabrielle Walcott
Gabrielle Walcott, detta Gabby (26 giugno 1984), è una modella trinidadiana, vincitrice del concorso Miss Mondo Trinidad e Tobago nel 2008, residente a Port of Spain.
In seguito, ha rappresentato Trinidad e Tobago a Miss Mondo 2008, a Johannesburg il 13 dicembre, dove oltre a classificarsi al terzo posto nella classifica finale del concorso di bellezza, ha anche ottenuto il titolo di Beauty With A Purpose e la fascia di Regina Continentale dei Caraibi.
Nel 2011, Gabrielle Walcott ha ricevuto il titolo di Miss Universo Trinidad e Tobago, grazie al quale ha rappresentato il proprio paese in occasione di Miss Universo 2011, che si è tenuto a São Paulo, in Brasile il 12 settembre 2011.
In precedenza Gabrielle Walcott aveva preso parte al video musicale del 2005 Wanna Love U Girl di Robin Thicke diretto da Hype Williams, ed a quello del 2004 Tempted to Touch, sempre diretto da Williams, per il cantante soca Rupee. In seguito, la Walcott ha lavorato con l'organizzazione senza scopo di lucro Just Because Foundation, che si occupa di fornire aiuto emotivo e pratico ai genitori ed ai parenti di bambini affetti da cancro. Inoltre insieme alla collega Anya Ayoung-Chee, è stata portavoce della fondazione TallMan Foundation per aiutare i giovani nati in zone non privilegiate